# 陇南成县机场
陇南成县机场是中国甘肃省陇南市的民用机场，位于甘肃省成县城关镇石家沟村，距离成县县城10公里。

## 设施
本期工程按满足2020年旅客吞吐量15万人次、货邮吞吐量500吨的目标设计，机场飞行区等级为4C级，主要建设内容包括：新建一条长2800米、宽45米的跑道和1条长144.5米、宽18米的垂直联络道，跑道主降方向设I类精密进近仪表着陆系统和灯光系统，次降方向设B型简易进近灯光系统；新建3500平方米的航站楼、4个机位的站坪以及4440平方米的辅助生产生活用房；新建1座塔台和800平方米的航管楼；配套建设通信、气象、供电、给排水、供热、供冷、供气、供油、消防救援等设施。项目总投资11.8682亿元，其中，发改委安排中央预算内投资2.80亿元，民航局安排民航发展基金2.73亿元，其余由甘肃省政府安排财政性资金解决。。
2018年3月25日，陇南成县机场开通飞往兰州、西安、青岛、重庆4个城市的航班，3月27日开通飞往海口的航班，4月1日开通飞往北京的航班。

## 航空公司及航点
2025年夏秋航季，执飞6条航线，通达11座城市。
| 航空公司           | 目的地          |
| ------------------ | --------------- |
| 山东航空（SC）     | 西安、青岛      |
| 吉祥航空（HO）     | 上海/浦东、兰州 |
| 河北航空（NS）     | 北京/大興、贵阳 |
| 乌鲁木齐航空（UQ） | 杭州、乌鲁木齐  |
| 桂林航空（GT）     | 海口、兰州      |
| 金鹏航空（Y8）     | 深圳、吐鲁番    |

## 数据
请参阅源Wikidata查询.